# George Cowper (6e comte Cowper)
Pour les articles homonymes, voir Cowper.
George Augustus Frederick Cowper, 6e comte Cowper (26 juin 1806 - 15 avril 1856), titré vicomte Fordwich jusqu'en 1837, est un homme politique britannique whig. Il sert brièvement en tant que sous-secrétaire d'État aux Affaires étrangères sous son oncle Lord Melbourne en 1834.

## Biographie
Il est le fils aîné de Peter Clavering-Cowper, 5e comte Cowper, et de sa femme Emily Lamb, fille de Peniston Lamb (1er vicomte Melbourne), sœur du premier ministre William Lamb, 2e vicomte Melbourne et figure de proue de la société Regency. William Cowper-Temple (1er baron Mount Temple), est son frère cadet. Sa mère épouse en 1839 comme second mari le futur Premier ministre Henry John Temple (3e vicomte Palmerston).
Le 28 avril 1827, il est nommé cornette du Royal Horse Guards. Le 27 février 1830, il achète une lieutenance dans le régiment. Il prend sa retraite en mars 1831 avec le demi-salaire des New South Wales Corps mais échange contre une lieutenance du 31e régiment de fantassins le 13 février 1835. Il se retire de l'armée le 6 mars 1835.

## Carrière politique
Il entre à la Chambre des communes pour Cantorbéry aux élections générales de 1830 et sert brièvement sous son oncle, Lord Melbourne, comme sous-secrétaire d'État aux Affaires étrangères entre novembre et décembre 1834. Il perd son siège au Parlement lors des élections générales de 1835. Deux ans plus tard, il succède à son père dans le comté. Entre 1846 et 1856, il est Lord Lieutenant du Kent .

## Famille
Lord Cowper épouse en 1833 Anne Florence de Grey (qui, après la mort de son mari, devient la sixième baronne Lucas de Crudwell), fille de Thomas de Grey (2e comte de Grey). Ils ont deux fils et quatre filles.
- Henrietta Emily Mary Cowper (d.1853)
- Francis Cowper (7e comte Cowper) (1834-1905)
- Henry Frederick Cowper (1836-1887)
- Florence Amabel Cowper (1837-1886), épousa Auberon Herbert en 1871.
- Adine Eliza Anne Cowper (1840-1868), épouse Julian Fane en 1866.
- Amabel Frederica Henrietta Cowper (1846–1906), épouse Walter Kerr en 1873.

Lord Cowper meurt en avril 1856, à l'âge de 49 ans. Son fils aîné, Francis, lui succède au comté. Lady Cowper est décédée en 1880.